# 鎮遠道
鎮遠道（ちんえん-どう）は中華民国北京政府により設置された貴州省の道。

## 沿革
1913年（民国2年）に黔東道として設置。観察使は鎮遠県に置かれ、下部に鎮遠、天柱、施秉、邛水、黄平、台拱、剣河、黎平、錦屏、永従、榕江、下江、銅仁、江口、省渓、思県、青渓、玉屏、思南、徳江、沿河、印江、婺川、後坪、松桃、石阡、鳳泉の27県を管轄した。1914年（民国3年）5月に鎮遠道と改称、観察使も道尹と改められた。1923年（民国12年）12月に廃止されている。

## 行政区画
廃止直前の下部行政区画は下記の通り。（50音順）
- 印江県
- 永従県
- 沿河県
- 下江県
- 玉屏県
- 錦屏県
- 剣河県
- 江口県
- 邛水県
- 黄平県
- 後坪県
- 思県
- 施秉県
- 思南県
- 省渓県
- 松桃県
- 青渓県
- 石阡県
- 台拱県
- 鎮遠県
- 天柱県
- 銅仁県
- 徳江県
- 鳳泉県
- 婺川県
- 榕江県
- 黎平県